# Gråhuvad bergastrild
Gråhuvad bergastrild (Cryptospiza salvadorii) är en fågel i familjen astrilder inom ordningen tättingar.

## Utseende och läte
Gråhuvad bergastrild är en liten och mörk astrild. Den är röd på ryggen, grå på undersidan och svart på vingar och stjärt. Könen är lika, förutom att hanen uppvisar lite rött på flankerna. Arten liknar rödmaskad bergastrild, men är mörkare och saknar rött eller gult i ansiktet. Lätet är ett ljust "tsit".

## Utbredning och systematik
Gråhuvad bergastrild delas in i tre underarter med följande utbredning:
- Cryptospiza salvadorii kilimensis – södra Sydsudan, östra Uganda, Kenya (utom i norr) och norra Tanzania
- Cryptospiza salvadorii salvadorii – södra Etiopien (Shoaprovinsen) till norra Kenya
- Cryptospiza salvadorii ruwenzori – Ruwenzoribergen (nordöstra Demokratiska republiken Kongo och sydvästra Uganda) söderut till västra Burundi

## Levnadssätt
Gråhuvad bergastrild hittas i bergsskogar, huvudsakligen i täta och fuktiga områden som utmed rinnande vattendrag. Den är en anspråkslös fågel som vanligen ses i par eller smågrupper.

## Status
Arten har ett stort utbredningsområde och beståndet anses vara stabilt. Internationella naturvårdsunionen IUCN listar den därför som livskraftig (LC).

## Namn
Fågelns vetenskapliga artnamn hedrar den italienska ornitologen Tommaso Salvadori (1835-1923). Tidigare kallades den Salvadoris bergastrild även på svenska, men tilldelades 2024 ett mer informativt namn av BirdLife Sveriges taxonomikommitté.